# Argistes
Argistes es un género de arañas araneomorfas de la familia Liocranidae. Se encuentra en Sri Lanka y Namibia.

## Lista de especies
Según The World Spider Catalog 12.0:
- Argistes africanus Simon, 1910
- Argistes seriatus (Karsch, 1891)
- Argistes velox Simon, 1897